# Brzezina (opowiadanie)
Brzezina – opowiadanie Jarosława Iwaszkiewicza wydane w 1932 roku w zbiorze opowiadań „Panny z Wilka” wraz z tytułowym opowiadaniem. 
Napisane zostało w willi Atma w Zakopanem, gdy Iwaszkiewicz gościł u Karola Szymanowskiego. 

## Fabuła
Opowiadanie rozpoczyna się przyjazdem młodego, chorego na gruźlicę Stanisława do małej leśniczówki swojego brata. Mężczyzna, który wcześniej leczył się w Davos, ma świadomość nieuchronności zbliżającej się śmierci. U Bolesława ma więc nadzieję odnaleźć spokój i ciszę. Brat Stanisława przeżywa żałobę po śmierci swojej żony Basi i zostaje sam z kilkuletnią córeczką Olą. 
Bolesław to ponury, zamknięty w sobie człowiek, związany z przyrodą i wykonywaną pracą. Stanisław jest z kolei typem światowca, tęskni za wielkomiejskim życiem, przyjęciami towarzyskimi i sztuką. W krótkim czasie zakochuje się w służącej Malinie, która jest uosobieniem zdrowia i sił witalnych. Stanisław nawiązuje z nią romans, mimo że dziewczyna jednocześnie spotyka się ze stróżem Michałem, za którego chce wyjść za mąż. Romans zostaje dostrzeżony przez Bolesława. Rodzi się w nim niepohamowana zazdrość o dziewczynę. Między braćmi dochodzi do ostrego konfliktu. Bolesław mimo świadomości, jak poważnie chory jest jego brat, wyjawia mu prawdę o związku Maliny z Michałem. Stan Stanisława ulega gwałtownemu pogorszeniu. Wkrótce umiera i zgodnie z własnym życzeniem zostaje pochowany obok żony Bolesława w pobliskiej brzezinie. Po tym wydarzeniu Bolesław odczuwa ulgę i oczyszczenie. Wkrótce też zostaje kochankiem Maliny. Kiedy zaś dziewczyna oznajmia mu, że wychodzi za Michała, mężczyzna postanawia budować swoje szczęście z dala od grobów żony i brata i wyjeżdża wraz z córeczką. 

### Motywy
Opowiadanie jest studium psychiki człowieka w momencie zetknięcia ze śmiercią. Poruszany jest tu problem przemijania i podejścia człowieka do śmierci. Kreacja głównego bohatera opowiadania, umierającego na gruźlicę Stanisława, inspirowana jest biografiami dwóch bliskich osób z kręgu przyjaciół pisarza: losami krewnego autora Brzeziny, kompozytora, Karola Szymanowskiego oraz życiem polskiego poety, Jerzego Lieberta. Autor pokazuje człowieka zjednoczonego z naturą, poza historią, polityką, z dala od społeczeństwa, ukazując przy tym zasadniczy budulec ludzkiej osobowości. Bohaterowie pogrążeni są w bierności i apatycznym analizowaniu własnych doznań, ich swoista „nieruchliwość” (szczególnie Bolesław nie oddala się od leśniczówki, od śmierci żony nie jeździ nawet do miasta) jest zewnętrznym wyrazem bezcelowości ich życia.

## Adaptacje
Na podstawie opowiadania powstał film w reżyserii Andrzeja Wajdy pod tym samym tytułem.